# Волмирслебен
Волмирслебен (њем. Wolmirsleben) општина је у њемачкој савезној држави Саксонија-Анхалт. Једно је од 21 општинског средишта округа Салцланд. Према процјени из 2010. у општини је живјело 1.459 становника. Посједује регионалну шифру (AGS) 15089365.

## Географски и демографски подаци
Волмирслебен се налази у савезној држави Саксонија-Анхалт у округу Салцланд. Општина се налази на надморској висини од 77 метара. Површина општине износи 16,9 km². У самом мјесту је, према процјени из 2010. године, живјело 1.459 становника. Просјечна густина становништва износи 86 становника/km².